# Woo Bit-na
Woo Bit-na (kor. 우빛나; * 23. Oktober 2001 in Gangwon-do) ist eine südkoreanische Handballspielerin, die für die südkoreanische Nationalmannschaft aufläuft.

## Karriere

### Im Verein
Woo Bit-na wurde im Jahr 2019 im Draftverfahren der südkoreanischen Liga an der ersten Position von der Mannschaft von Seoul City Hall ausgewählt. In der regulären Spielzeit der Saison 2023/24 erzielte die Rückraumspielerin mit 180 Treffern die meisten Tore in der höchsten südkoreanischen Spielklasse und mit 97 Vorlagen bereitete sie die zweitmeisten Tore vor. Infolgedessen wurde sie mit dem MVP-Titel ausgezeichnet.

### Nationalmannschaft
Woo Bit-na lief für die südkoreanische Jugendnationalmannschaft auf, mit der sie im Jahr 2017 die Asienmeisterschaft gewann. Hierdurch war Südkorea für die U-18-Weltmeisterschaft 2018 qualifiziert, bei der Woo Bit-na mit ihrer Mannschaft die Bronzemedaille gewann. Sie steuerte 57 Treffer zum Erfolg bei und belegte den dritten Platz in der Torschützinnenliste des Turniers. Ihr erstes Turnier mit der südkoreanischen A-Nationalmannschaft bestritt sie bei der Weltmeisterschaft 2023, bei der Südkorea nach der Hauptrunde ausschied. Mit 36 Treffern erzielte sie die meisten Tore für die südkoreanische Auswahl. Im darauffolgenden Jahr nahm sie an den Olympischen Spielen in Paris teil.